# Mariantònia Oliver
Mariantònia Oliver, coreògrafa, ballarina, pedagoga i gestora de projectes relacionats amb la dansa, constitueix la seva pròpia companyia el 1989 a Barcelona i és en el 2000 que s'instal·la a Mallorca i emprèn un treball amb fort compromís social, gestionant un festival d'àmbit europeu en un context rural i iniciant projectes pedagògics.
Des de llavors, ha creat diferents espectacles per a públic adult infantil i familiar amb la clara intenció de fer arribar la dansa a tots. Entre les produccions per a adults destaquen: La Contínua (2011), Poetes, Mapes, La Paraula i als Peus Nus (2008) representades en diversos teatres, faries i festivals del panorama nacional i internacional. En l'àmbit familiar destaquen Bobot (2000), Rasss, Na Llauneta Recicla, Ratataplam, L'homenet i el despistat i Petita Lula (2008).
Els últims espectacles de la companya són: nOu (2010) per a tots els públics; Les Muchas (2011) 2, creació per a públic adult, amb 11 dones d'entre 70 i 82 anys de Maria de la Salut (Mallorca); Malmenats (2014) per a públic adult; Trobades (2014), per a públic familiar, una coproducció amb la companya occitana La Rampe-TIO; Encaixar (2015) per a adults, una coproducció amb el Teatre Principal de Palma (Mallorca); Volen, Volen (2015), per a públic infantil, i la reedició de Na Llauneta Recicla (2017), també per a públic infantil. Actualment treballa en la producció de dos espectacles, un per a públic familiar, Ballum, i altre per a adults produït pel Teatre Principal de Palma.
Cia Mariantònia Oliver porta a terme amb regularitat projectes pedagògics i de creació en escoles. També treballa amb joves en risc d'exclusió social i amb persones grans, construint projectes de Dansa Comunitària i d'nclusió social des de fa una dècada.
Ha realitzat dos projectes creatius amb l'Obra Social la Caixa, un amb dones de 70 anys i un altre amb adolescents en risc d'exclusió social.
Des de 2016, la companyia impulsa el Centre de Creació i Festival EiMa, dos projectes en un que busquen connectar els processos artístics amb les necessitats de Maria de la Salut, un petit poble de l'interior de Mallorca.

## Trajectòria i objectius
EiMa neix de la necessitat de fer un alt per a seguir endavant, per revisar i articular projectes que han estat portats per Cia Mariatònia Oliver (1989) i l'associació La Impossible (2002)..
EiMa és una manera de fer i pensar. De fet, EiMa és una paraula en progressiu desús que al·ludeix a la capacitat innata que tenim les persones de fer les coses amb seny, cura i encert; de discernir i orientar-nos vers el que és bo per nosaltres i pel demés.
I així és, volem revisar i discernir els encerts, les veus escoltades d'altres artistes, les correccions obligades dels processos creatius, els dibuixos coreogràfics, els silencis, les improvisacions, els textos, els impulsos, els estímuls visuals i sonors que ens han nodrit, les creacions realitzades amb edats perifèriques, l'orientació que hem donat a la pedagogia del moviment, la mirada atenta als processos creatius dels nois, la imprecisió o desenfocament dels processos creatius, perquè són això, la vulnerabilitat de fer-ho públic, fer-ho visible el que acostuma a ser invisible... i tot es revisa per posar una alta dosi d'EiMA al projecte que ens que resta per recórrer.
Partim del desig de fomentar i compartir la curiositat que, al cap i la fi, és el motor que crea el moviment. Per, a poc a poc, anar filtrant i impregnant l'ambient de la confiança necessària pel fet de participar no sigui algú estrany, sinó que es converteix en algú necessari i imprescindible.

## Objectius
EiMa té com a objectiu principal ser un espai de creació i experimentació on convergen professionals de les arts escèniques amb la ciutadania. Es treballa en un ambient rural, en el poble de Maria de la Salut (Mallorca), fent partícip del procés artístic a la població local i, per extensió, a la de tota l'illa. La creació d'aquest espai de socialització té la finalitat de trencar amb la idea de consum de cultura, diluït així la barrera entre el/l'artista i el públic. Al mateix temps, és pretén engendrar noves relacions i identitats a partir de la cultura local i el territori.

## Obres destacades

### La Contínua (2011)
La Contínua és un tot, una casa amb totes les seves habitacions. Un compromís no tan sols amb el llenguatge, sinó amb la dramatúrgia. La Contínua comunica una història des de la poètica que omple els sentits i juga amb la percepció.
Som cossos pensants. Ens apropam al diàleg, a la comunicació, des d'un lloc diferent al de la narrativa o al del discurs lineal o identificatiu. Ho fem des de la narració en el temps, entesa com a cohabitació d'allò experimentat a l'esdeveniment escènic compartit.

### Mapes
El gest explora la identitat de l'individu.
La dansa com a traç del moviment conta, des d'allò més íntim, relats físics subtils i suggeridors alhora que dissenya espais oberts i els habita.
Dues experiències, una de grup MAPES
I una en solitari A-RELAT

### La Paraula i als Peus Nus (2008)
A La paraula i els peus nus la poesia esdevé tridimensional, habita un present compartit on dialoga més enllà dels dominis de la lògica. La poesia és física, sonora, sensorial, dansa amb volums, silencis elèctrics, i calfreds a ran de pell. Presentam un procés creatiu que s'alimenta d'una selecció de textos poètics d'autors de les Illes Balears, i que creix amb el joc articulat entre aquests i el tractament de l'espai: la fisicalitat i el moviment, la plasticitat material i sonora. Defugim de la fragmentació entre els llenguatges artístics, i buidam les calaixeres de la imaginació poètica. 

### Na Llauneta Recicla
Na Llauneta Recicla és un espectacle amb uns personatges que ens apropen, a través del diàleg i el llenguatge del teatre i la dansa, a una realitat que ens acompanya cada dia. La problemàtica sobre els residus sòlids urbans, la importància d'estalviar l'aigua, reconèixer el valor dels arbres i, en concret, la dels arbres autòctons.
Na Llauneta Recicla es pot adaptar a qualsevol espai, ja sigui neutre, petit o no adaptat per a les arts escèniques, tant interior com exterior.

### Ratataplam
Cream un espai on l'essència del joc està totalment lligada a la musicalitat. Com es mouen els elements? Com juguem la música? Amb elements d'acrobàcia I música en directe portem al nen a un mon ple de possibilitats on desenvolupar el joc partint del cos I el ritme.

### L'homenet i el despistat
Ocupant l'espai quotidià de l'escola per transformar-lo en espai escènic amb els elements que es disposin: taules, cadires, pissarres, etc... S'interpreta una coreografia que després es mostrarà als nens, esmicolant des del grafisme-gest que relacionant-lo amb la paraula i el so és fàcil d'entendre i memoritzar les seqüències en moviment i així conèixer com es construeix una coreografia per finalitzar ballant tots junts...

### La Petita Lula (2008)
Un divertiment amb tres exquisides ballarines i un transportista.
Tres amigues es muden i arriben a un lloc nou on no saben ben bé si són part del mobiliari. Cadascuna d'elles cerca cóm ocupar el seu espai i la manera de compartir-ho.
La complicitat i les diferències van creant el ritme de la peça.
Petita Lula és un treball sobre la convivència.
Una creació de Mariantònia Oliver amb Catalina Carrasco, Aina Pascual, Bàrbara Riera, el transportista Rafel Mir i amb la música de Jaime G. Soriano.

### nOu (2010)
Espectacle de dansa amb elements de circ: acrobàcies, clown, música en directe.
Tres cossos en moviment, dolços, flonjos, durs, pesats, polissons, lleugers i potents; infants i adults, ens faran somiar, riure o cridar!
L'essència del joc omple l'espai escènic i tot esdevé possible gràcies a tres personatges i un... que guaita! 
Les coses passen, no es conten.
El dediquem a un públic familiar perquè ens agrada. Ens interessa pensar que compartir la fantasia nodreix la sensibilitat de grans i petits. El llenguatge de la dansa té la màgia d'arribar a totes les edats i a tot tipus de públic. L'acrobàcia i els elements aeris aporten l'ingravidesa i més emoció a l'espectacle, és per aquest camí que transitem...

### Las Muchas (2011)
El cos en el temps
Las Muchas parla de fragilitat, d'aquesta que té a veure amb l'edat, amb cossos que ja no pertanyen al “corpus” social, que ja deixen d'estar al mercat oficial, però més vius que mai i sobretot més lliures: cossos que respiren, pesen, ballen, sedueixen, es mouen i es posicionen d'una altra manera. Deixar-se escoltar i deixar-se travessar per les experiències viscudes: físiques, emocionals, accidentals, polítiques, d'encobriment i de compromís. Un procés construït a força d'esquerdes i fragilitat, d'escolta i obertura. Un “deixar-se ploure, deixar-se portar” del cos com un conjunt que genera paisatges insospitats i rics.

### Malmenats (2014)
Malmenats proposa una reflexió sobre els papers que ens toca jugar en aquests temps de crisi i transformació, i qüestiona la vigència dels límits que ens imposem o que se'ns imposen (relatius a l'edat, el físic, el gènere, l'ordre...).Una peça molt dinàmica, construïda a partir de la fisicalitat, i en la qual tenen cabuda també l'humor, la poesia, la lluita, el caos, la tendresa....

### Trobades (2014)
Des de l'absoluta complicitat i el joc sense aturar, Trobades, a través dels seus 5 intèrprets ens porta a viatjar amb la dansa, el circ, la música i el teatre d'ombres.

### Volen, Volen (2015)
Volen, Volen… és un cant als més petits, als que estan bojos per viure i per riure, als que tenen ganes de tot i que no es cansen mai. Una oda als curiosos, als més aventurers, als que, només amb una mica de màgia i molta d'imaginació surten volant.
Un espectacle dedicat als més petits. A aquells que no juguen, sinó que es prenen la vida com un joc.
Una peça integrada per la dansa i el circ, que desenvolupa un llenguatge sense paraules, basat en la manipulació d'objectes i el moviment. Un joc coreogràfic càlid que es fon com un conte melòdic, un esclat d'imatges poètiques amb un sol objectiu: l'estímul de les emocions dels infants.